# رونالدو لوسينا
رونالدو لوسينا (بالإسبانية: Ronaldo Lucena) (27 فبراير 1997 في فنزويلا - ) هو لاعب كرة قدم فنزويلي في مركز الوسط.

## روابط خارجية
- رونالدو لوسينا على موقع قاعدة بيانات كرة القدم.إي يو (الإنجليزية)
- رونالدو لوسينا على موقع Soccerway.com (الإنجليزية)